# ممكان (أرومية)
ممكان (بالكردية: مەمکان) هي إحدى القرى التابعة لـمرغور في ريف قسم سيلوانه من مقاطعة أرومية، في محافظة أذربیجان الغربیة الإيرانية.

## السكان
حسب إحصاءات سنة 2006، بلغ إجمالي السكان في ممكان 640 نسمة وعدد المساكن 98 مسكن. لغة سكان ممكان هي اللغة الكردية و هم من أهل السنة والجماعة والمذهب الشافعي.